# 翟鳳梧
翟鳳梧（？—？），山西澤州人，清朝政治人物。

## 生平
順治三年（1646年）丙戌科進士。授蒲城縣知縣。